# Małaja Lipienka
Małaja Lipienka (ros. Малая Липенка) – wieś (dieriewnia) w Rosji, w rejonie czerepowieckim obwodu wołogodzkiego. W 2010 liczyła 18 mieszkańców.